# Municipio de Fremont (condado de Johnson)
El municipio de Fremont (en inglés: Fremont Township) es un municipio ubicado en el condado de Johnson en el estado estadounidense de Iowa. En el año 2010 tenía una población de 1743 habitantes y una densidad poblacional de 15,91 personas por km².

## Geografía
El municipio de Fremont se encuentra ubicado en las coordenadas 41°28′12″N 91°25′57″O / 41.47000, -91.43250. Según la Oficina del Censo de los Estados Unidos, el municipio tiene una superficie total de 109.57 km², de la cual 108,53 km² corresponden a tierra firme y (0,95 %) 1,04 km² es agua.

## Demografía
Según el censo de 2010, había 1743 personas residiendo en el municipio de Fremont. La densidad de población era de 15,91 hab./km². De los 1743 habitantes, el municipio de Fremont estaba compuesto por el 95,24 % blancos, el 0,52 % eran afroamericanos, el 0,17 % eran amerindios, el 0,69 % eran asiáticos, el 1,32 % eran de otras razas y el 2,07 % eran de una mezcla de razas. Del total de la población el 3,1 % eran hispanos o latinos de cualquier raza.